# Ptychosperma sanderianum
Ptychosperma sanderianum là loài thực vật có hoa thuộc họ Arecaceae. Loài này được Ridl. miêu tả khoa học đầu tiên năm 1898.